# Changwhania terauchii
Changwhania terauchii är en insektsart som beskrevs av Matsumura 1915. Changwhania terauchii ingår i släktet Changwhania och familjen dvärgstritar. Inga underarter finns listade i Catalogue of Life.